# Relations entre la France et le Qatar
 (août 2022).
L'article doit être relu — et modifié si nécessaire — par des contributeurs indépendants pour apporter un regard critique aux contributions effectuées en violation des conditions d'utilisation de Wikipédia, tant sur la forme (notamment concernant le style encyclopédique, la proportionnalité) que sur le fond (la neutralité de point de vue, la qualité et l'indépendance des sources).
Les relations entre la France et le Qatar sont les relations internationales existant entre la République française et l'État du Qatar.

## Histoire
La coopération militaire entre les deux pays commence par un accord de défense en 1994, elle est un des piliers de la relation franco-qatarienne.
Selon Mehdi Lazar, professeur de géopolitique à l’université Panthéon-Sorbonne, la France et le Qatar entretiennent des relations très étroites depuis la naissance de la nation qatarie lors de son indépendance en 1971. À cette occasion, le représentant de la nouvelle nation à l’Organisation des Nations unies aurait officiellement demandé l’adhésion de l’émirat à l’ONU en français. La France fut par ailleurs l’un des premiers pays à accueillir une mission diplomatique qatarie, avec l’ouverture de l’ambassade du Qatar en France dès 1972.
Par la suite, le Cheikh Khalifa ben Hamad Al Thani a renforcé cette relation en faisant un déplacement dans l’Hexagone dès 1974 lors duquel il a acheté une maison dans le Sud de la France. C’est aussi à cette époque que la famille royale qatarie prit l’habitude d’employer des précepteurs de France pour que les enfants Al Thani puissent apprendre le français dès leur plus jeune âge.

## Relations diplomatiques
Selon le Ministère des Affaires étrangères français, les visites et entretiens bilatéraux entre la France et le Qatar sont fréquents. En 2007, l'émir est le premier chef d’État étranger à rendre visite à Nicolas Sarkozy.
Les 22 et 23 juin 2013, François Hollande est reçu en visite officielle par l’ancien émir du Qatar Hamad ben Khalifa Al Thani, seulement deux jours avant la passation de pouvoir à son fils Tamim ben Hamad Al Thani. L’émir Tamim ben Hamad Al Thani s’est rendu à son tour à Paris les 23 et 24 juin 2014. Ce déplacement a constitué sa première visite officielle dans un pays de l’Union européenne depuis son accession au trône.
En 2015, François Hollande a effectué un nouveau déplacement à Doha à l'occasion de la signature du contrat de vente de 24 avions de combat français Rafale.
En septembre 2017, Cheikh Tamim Ben Hamad Al-Thani est reçu à l'Élysée, puis le 7 décembre 2017, Emmanuel Macron est reçu à Doha, visites où sont signés de nombreux contrats commerciaux. Le 6 juillet 2018, Sheikh Tamim Bin Hamad Al-Thani est de nouveau reçu à l'Élysée.
En février 2023, Cheikh Tamim Ben Hamad Al-Thani a rencontré le président français Emmanuel Macron en France et a discuté des relations entre les pays et des moyens de renforcer et de développer dans divers domaines.

## Relations militaires
La coopération militaire franco-qatarie, initiée puis formalisée lors de la signature de deux accords de défense en 1994 et 1998, s’est renforcée lors de l’intervention militaire conjointe de 2011 en Libye et s’est poursuivie avec la participation du Qatar aux frappes aériennes de la coalition internationale en Syrie.
En 2015 et 2017, la France a vendu au Qatar 36 avions de combat Rafale, qui commence à être livré en 2019.

## Relations dans les domaines de la culture, de l’éducation et de la recherche
La Cité de l’Éducation de Doha accueille plusieurs branches délocalisées d’universités ou grandes écoles françaises, dont notamment l'école de commerce HEC Paris. La création de ces campus délocalisés a suscité de vives polémiques au sein du milieu universitaire français, notamment en raison du fait que le Qatar ne garantit pas la liberté d’enseignement sur son territoire.
En 2012, le Qatar intègre l’Organisation internationale de la francophonie (OIF) et introduit le français dans ses programmes éducatifs.
Le 6 juillet 2018, un accord portant sur la reconnaissance réciproque et échanges de permis de conduire entre la France et le Qatar est signé. Cet accord permet au titulaire d’un permis de conduire national en cours de validité de conduire temporairement sur le territoire de l’autre partie.
Une convention de coopération entre l’université de Bretagne Sud et l’université du Qatar est également signée le 6 juillet 2018 afin de développer et renforcer la coopération conjointe dans le domaine de la cybersécurité. Cette convention vise à mettre en place des programmes partagés et de la coopération en matière de recherche.

## Relations économiques

### Exportations françaises vers le Qatar
Les chiffres du Fonds Monétaire International confirment l’importance des relations franco-qataries sur le plan économique. Ainsi, en 2015, la France était le cinquième fournisseur du Qatar, avec une part de marché de 6,3 %. Selon un rapport de l'Ambassade de France à Doha daté de février 2017, le Qatar est le 2e client de la France dans la région du Golfe.

#### Armement
Le 7 décembre 2017, lors d'un déplacement au Qatar, le président français Emmanuel Macron signe pour 11 milliards d'euros de contrat avec le Qatar, notamment pour la vente d'au moins 12 Rafales et de plusieurs centaines de blindés.

#### Transports
Le 7 décembre 2017, lors d'un déplacement au Qatar, le président français Emmanuel Macron signe un accord pour confier la concession du métro de Doha au groupe français SNCF/RATP. Un contrat est également signé pour 50 Airbus A321neo avec moteurs Safran et une option pour 30 autres avions du même type.

### Investissements qataris en France
La France accorde aux investisseurs qataris des avantages fiscaux significatifs depuis la signature entre les deux pays d'une convention en 1993, renforcée en 2008 par Nicolas Sarkozy : exonérations d’impôts sur les dividendes, les plus-values immobilières et les gains en capital réalisés. Au total, l’État français octroie 150 millions d'euros de cadeaux fiscaux chaque année au Qatar. Le Qatar Investment Authority et des hommes d'affaires qataris ont ainsi racheté des hôtels de luxe parisiens, le club de football du PSG, et pris des participations dans des grands groupes français (Lagardère, AccordHotels, Airbus, Suez, Veolia, Vinci, Total ou LVMH).
La France est l’une des premières cibles pour les investissements massifs du Qatar au niveau international. Elle est ainsi la quatrième destination privilégiée des investissements du Qatar à l’étranger, derrière le Royaume-Uni, l’Allemagne et les États-Unis : ils sont estimés à près de 25 milliards d’euros en 2016.
Certains commentateurs experts en économie ont même affirmé que le Qatar « achète » la France.
Cependant, l’ampleur et la valeur symbolique de ces investissements ne sont pas les seules sources de polémique. En effet, comme le relève le professeur Jean-Michel Rocchi, professeur en Finance à l’université Paris-Dauphine, les fonds d’investissements qataris sont souvent très opaques quant à l’identité de leurs actionnaires ainsi que la nature et l’importance des positions prises.
Ainsi, la Qatar Investment Authority a obtenu en 2016 une note de seulement 5/10 dans la Linaburg-Maduell Transparency Index, un indice créé par des chercheurs du Sovereign Wealth Fund Institute notant la transparence des fonds souverains. La QIA obtient dans ce classement la même note que les fonds souverains de l’Iran et de la Chine.

#### Entreprises françaises
Selon la revue hebdomadaire Le Figaro, « le Qatar s'est infiltré dans le capital de plusieurs fleurons de la cote française », dont : 
- Lagardère (13% en 2020)[23]
- EADS
- Vinci (3,7% en 2020)[24]
- Veolia Environnement
- Total
- Vivendi
- Orange (anciennement France Telecom) [25]
- Vente-Privée [26], une entreprise de vente évènementielle en ligne de produits de luxe
- Société Foncière Lyonnaise [27]
- Altis  [28]
- Cegelec
- BLC Bank France

En outre, le gouvernement du Qatar a créé en 2014 un fonds d’investissement en partenariat avec la Caisse de Dépôts permettant à la Qatar Investment Authority de monter au capital des PME françaises les plus prometteuses et dites « à vocation internationale ». Le fonds a été baptisé « French Future Champions », ou FFC.
En novembre 2018, à l’occasion du Forum Qatar-France Business and Investment, Guillaume Pepy annonce la mise en place d’un partenariat entre le campus de startups parisien Station-F et le Qatar Financial Center (QFC).

#### Immobilier
Depuis 2008, les investisseurs qataris bénéficient d’un régime fiscal privilégié qui leur permet d’échapper à l’impôt sur les plus-values immobilières ainsi qu’à l’impôt sur la fortune durant les cinq premières années de résidence en France.
Les investissements qataris dans l’immobilier français est surtout focalisée sur les secteurs haut-de-gamme ou de prestige culturel ou historique, et notamment : 
- L’immeuble accueillant les bureaux du quotidien Le Figaro dans le 8e arrondissement de Paris (acheté au prix de 600 millions d’euros)
- L’immeuble situé sur les Champs-Élysées abritant jusqu’à récemment le Virgin Megastore et désormais destiné à accueillir un magasin Printemps, qui ouvrira ses portes en 2018[33].
- La Galerie Commerciale Élysée 26 sur les Champs-Élysées.
- L'hôtel d'Évreux sur la Place Vendôme à Paris (acheté au prix de 230 millions d’euros)
- L’Hôtel Lambert sur l’Ile-Saint-Louis à Paris.

#### Sport
L’achat de L’équipe de football Paris Saint-Germain fut, selon le quotidien Le Figaro, « l’un des investissements les plus emblématiques du Qatar en France » .
Cependant, le Qatar s’est aussi intéressé à des sports moins médiatisés. Ainsi, le Qatar Racing and Equestrian Club finance en grande partie le Prix de L’Arc de Triomphe qui se tient chaque année à l’Hippodrome de Longchamp  et récemment rebaptisé le « Qatar Prix de l’Arc de Triomphe » en l’honneur de son sponsor.
Enfin, le fonds d’investissement Qatar Sports Investments (QSI) a récemment acheté l’équipe Paris Saint-Germain Handball.

#### Tourisme
Les investisseurs qataris possèdent entièrement ou en partie les grands hôtels suivants, entre autres : 
- L’hôtel Martinez à Cannes
- L’hôtel Palais de la Méditerranée à Nice
- L’hôtel Concorde Lafayette à Paris
- L’hôtel du Louvre à Paris
- L’hôtel Raffles – Royal Monceau à Paris
- L’hôtel Peninsula à côté de l’Arc de triomphe, à Paris
- L’hôtel Majestic Barrière à Cannes
- L’Hôtel Gray d'Albion à Cannes
- L’hôtel Carlton de Cannes
- Le Lido à Paris[36]

#### Luxe
Le secteur français du luxe est lui est aussi très prisé des investisseurs qataris, et notamment des fonds d’investissement sous la direction de la Cheikha Moza bint Nasser Al Missned, la puissante épouse de l’ancien émir. Parmi les entreprises de luxe détenus entièrement ou en partie par des intérêts qataris figurent : 
- LVMH
- Balmain
- La marque de maroquinerie française Le Tanneur[37]

#### Médias
Le groupe Al Jazeera a lancé en 2012 sa version française de la chaîne de télévision sportive BeIN Sports. En 2015, l’abonnement est passé à 12,99 euros par mois, ce qui reste très bas comparé aux autres chaînes sur ce marché. Canal+, diffuseur historique des grandes rencontres sportives, a critiqué les pratiques déloyales et « économiquement irrationnelles » de la chaîne qatarie, qui grâce aux aides financières du gouvernement qatari n’a pas à se soucier de la rentabilité.